# Rozdíly mezi dánštinou, norštinou a švédštinou
Tento článek popisuje rozdíly mezi dánštinou, norštinou (resp. jejími dvěma psanými standardy) a švédštinou, blízce příbuznými a do jisté míry vzájemně srozumitelnými germánskými jazyky, kterými se hovoří v oblasti Skandinávie.

## Jazykový standard
Švédština a dánština mají institucionálně daný psaný (spisovný) standard, který se používá při výuce ve škole, na úřadech, v médiích a podobně. V Norsku je jazyková situace složitější. V důsledku historického vývoje existují od 19. století dva rozdílné standardy pro psanou norštinu, které se v současnosti nazývají bokmål (dosl. knižní řeč) a nynorsk (nová norština). Obě spisovné formy jsou rovnocenné a každý se může svobodně rozhodnout, kterou bude používat. Bokmål upřednostňuje většina obyvatel Norska, ačkoliv je více vzdálený běžně mluvenému jazyku. Jeho základem je dánština, která byla do 1814 úředním jazykem v Norsku. Nynorsk je uměle vytvořený psaný standard, který vychází z norských nářečí. Je tedy bližší mluvené norštině, avšak používá ho maximálně 15 % mluvčích.
Co se týká výslovnosti, v Dánsku existuje jeden standard, který se používá například v médiích. Ve švédštině existují 3 uznávané standardy, které vycházejí z výslovnosti nářečí příslušných oblastí: středošvédský (Stockholm a okolí), jihošvédský a finský (finská švédština). V norštině nelze hovořit o „spisovné“ výslovnosti. Bokmål a nynorsk jsou především psané formy jazyka. Není pro ně stanovená „správná“ výslovnost. Pokud se těmito spisovnými jazyky hovoří (například v médiích, ve škole a podobně), je přijatelná jakákoliv výslovnost používaná v nářečí dané oblasti.

## Vzájemná srozumitelnost
Mluvčí jednotlivých jazyků obvykle čtou texty psané ostatními skandinávskými jazyky bez větších problémů. Pokud jde o mluvené slovo, Norové a Švédové spolu mohou komunikovat každý svým jazykem bez větších potíží. Ovšem vzhledem k odlišné výslovnosti dánštiny je vzájemné porozumění mluvenému slovu mezi dánštinou na jedné straně a norštinou a švédštinou na straně druhé zpravidla obtížnější.

## Pravopis
Dánština, norština i švédština se zapisují latinkou s dodatečnými znaky.
Dánská a norská abeceda mají tato dodatečná písmena, která se řadí v uvedeném pořadí na jejím konci: Æ æ, Ø ø, Å å.
Švédská abeceda má tato dodatečná písmena, rovněž řazená na konci: Å å, Ä ä, Ö ö.
Švédskému <ä> [ɛ/æ] a <ö> [ø/œ] odpovídá v dánštině a norštině <æ> a <ø>. Frekvence využití písmena <æ> je v norštině nižší než v dánštině (resp. ve švédštině frekvence <ä>). V odpovídajících pozicích mívá norština často <e>. Například: menn (nor.) – mænd (dán.) – män (š.) = muži.

### Hlavní rozdílné rysy pravopisu
Zásady pravopisu skandinávských jazyků jsou do značné míry společné. Kromě rozdílných dodatečných písmen (viz výše) jsou hlavní rozdíly následující:
- Zatímco v dánštině a norštině je používá zdvojené <kk>, ve švédštině je místo toho spřežka <ck> (vyslovovaná jako [kː]): lykke (dán., nor.) – lycka (šv.) = štěstí.

- Latinské přípony -tion, -cion, -sion, používané v dánštině a švédštině, se v norštině v souladu s výslovností [-ʃuːn] píší -sjon: lektion (dán., šv.) – leksjon (nor.) = lekce. Obdobně latinské <c>, před předními samohláskami vyslovované [s], se v norštině podle výslovnosti píše <s>: cigaret (dán.) – cigarett (šv.) – sigarett (nor.) = cigareta.

- Ve švédštině se používá v cizích i v domácích slovech písmeno <x>. V dánštině a norštině se obvykle nahrazuje <ks>: växla (šv.) – veksle (dán., nor.) = vyměnit.

- Při psaní vlastních jmen složených z několika obecných jmen se v dánštině píše velké písmeno u všech slov názvu, zatímco v norštině a švédštině je velké písmeno pouze u prvního slova: Det Hvide Hus (dán.) – Det hvite hus (nor. bkm.) – Det kvite huset (nnor.) – Vita huset (šv.) = Bílý dům. (Příklad zároveň ilustruje rozdíly při používání určitého členu.)

Další pravopisné rozdíly jsou zmíněny v části věnované fonetice a fonologii.

## Fonetika a fonologie
Výslovnost norštiny a švédštiny je podobná. Jejich fonetické a fonologické systémy se velkou měrou shodují. Výslovnost dánštiny prošla odlišným vývojem. Fonetika a fonologie proto vykazuje mnoho rozdílů od norštiny a švédštiny, což ztěžuje vzájemné porozumění v ústním styku.

### Intonace
Charakteristickým rysem výslovnosti norštiny a švédštiny je melodický přízvuk. Slova se vyslovují s dvojí intonací. První intonace se vyznačuje klesavým tónem a je charakteristická pro jednoslabičná a některá dvouslabičná slova. Druhá intonace se používá u většiny dvouslabičných a víceslabičných slov. U těchto slov tón na první slabice obvykle klesá, ale následující slabika se vysloví tónem vyšším. Pravidla pro použití první nebo druhé intonace se regionálně (v norštině i švédštině) liší. Intonace v nečetných případech rozlišuje význam jinak stejně znějících slov.
Melodický přízvuk neexistuje v dánštině a také ve finské švédštině.

### Ráz
Zvláštním rysem výslovnosti dánštiny je ráz (stød). V češtině a v řadě dalších jazyků je známý jako tvrdý hlasový začátek, který se používá před samohláskami (na začátku slov nebo ve složeninách). V dánštině se však vyskytuje uvnitř slov po souhláskách i samohláskách. V písmu se nijak neoznačuje. Jeho přítomnost nebo nepřítomnost může rozlišovat významy slov, například:
- hun [hun] = ona × hund [hunˀ] = pes

V norštině a švédštině se ráz tímto způsobem nepoužívá.

### Samohlásky
Inventář samohlásek v norštině a švédštině je prakticky totožný. Oba jazyky mají 9 samohlásek dlouhých a 8, resp. 9 samohlásek krátkých (u většiny mluvčích není rozdíl ve výslovnosti krátkého /e/ a /ɛ/). V minulosti v nich proběhly změny, které nepostihly pravopis. Psané <o> se často vyslovuje jako [ʊ/uː], jindy však [ɔ/oː]. Tato změna neproběhla důsledně, a proto nelze jednoznačně stanovit pravidla čtení této samohlásky. Pro oba jazyky je charakteristická a zcela specifická výslovnosti psaného <u>, u nějž se zadní výslovnost posunula více dopředu. Vyslovované [ɵ/ʉː] je zvláštní zavřená zaokrouhlená samohláska, položená mezi zadním [ʊ/uː] a předním [ʏ/yː]. Ve švédštině se takto vyslovuje psané <u> důsledně, v norštině ve většině případů.
V dánštině takové změny neproběhly:
- stor: [sd̥oːˀɐ̯] (dán.) – [stuːr] (nor. šv.) = velký
- du: [d̥u] (dán.) – [dʉː] (nor. šv.) = ty

Dánština má více stupňů otevřenosti/zavřenosti samohlásek. Vztah mezi písmem a výslovností je méně přímočarý než v norštině a švédštině. Je silná tendence krátké samohlásky vyslovovat otevřeněji než dlouhé. Tato tendence je i v norštině a švédštině, ale rozdíly jsou mnohem méně zřetelné. Například otevřená výslovnost krátkého <i> jako [e]: visse [vesə] (dán.) – visse [vɪsːə] (nor.) – vissa [vɪsːa] (šv.) = určití.
Výslovnost psaného <a> je zpravidla posunutá dopředu [æ/æː], zatímco v norštině a švédštině je hlavně u dlouhé samohlásky tendence k zadní výslovnosti [ɑː], např. gade [ɡ̊æːðə] (dán.) – gate [gɑːtə] (nor.) – gata [gɑːta] (šv.) = ulice.

#### Délka samohlásek
Všechny skandinávské jazyky rozlišují krátké a dlouhé samohlásky. Jejich délka má platnost při rozlišování významu slov. Dlouhé samohlásky se však vyskytují pouze v přízvučných slabikách.
V norštině a švédštině existují také dlouhé souhlásky, které se uplatňují v tzv. slabičné rovnováze. Znamená to, že přízvučná slabika v těchto jazycích je vždy dlouhá, přičemž jsou možné pouze kombinace dlouhé samohlásky s následující krátkou souhláskou (nebo žádnou souhláskou) a krátké samohlásky s následující dlouhou samohláskou.
Příklad (švédština): sil [siːl] (síto) × sill [sɪlː] (sleď)
V dánštině takové pravidlo není, avšak zdvojená souhláska nebo skupina souhlásek v písmu stejně jako v norštině a ve švédštině indikují, že předcházející samohláska je krátká.

#### Dvojhlásky
Jednotlivé skandinávské jazyky se mezi sebou rozlišují vyžitím dvojhlásek. Ty se rozdělují na primární, tj. pocházející ze staré severštiny, a sekundární, vzniklé pozdějším vývojem.
V norštině se zachovaly primární dvojhlásky, přičemž v nynorsku jsou častější než v bokmålu.
V dánštině zanikly primární dvojhlásky, ale vyvinuly se četné sekundární s druhým, neslabičným členem [ɪ̯] nebo [ʊ̯]. V písmu jsou těžko rozpoznatelné.
Švédština (standardní) se popisuje jako jazyk bez dvojhlásek. Primární v ní zanikly a sekundární se nevyvinuly. (To neplatí pro některá nářečí švédštiny. Mohou v nich existovat jak primární, tak i sekundární dvojhlásky.) Dvojhlásky se vyskytují pouze v některých slovech cizího původu (např. Europa, paus).
Příklady:
| Dánština      | Bokmål       | Nynorsk      | Švédština    | Význam                 |
| ------------- | ------------ | ------------ | ------------ | ---------------------- |
| sten          | stein        | stein        | sten         | kámen                  |
| ben           | bein/ben     | bein         | ben          | noha (dolní končetina) |
| ø             | øy           | øy           | ö            | ostrov                 |
| lørdag        | lørdag       | laurdag      | lördag       | sobota                 |
| hav [haʊ̯]     | hav [hɑːv]   | hav [hɑːv]   | hav [hɑːv]   | moře                   |
| dag [d̥æːˀ(ɪ̯)] | dag [dɑː(g)] | dag [dɑː(g)] | dag [dɑː(g)] | den                    |

#### Samohlásky a flexe
Dánština, norština i švédština při flexi (skloňování, časování) připojují, i když v omezené míře, koncovky. Tyto koncovky jsou vždy nepřízvučné a obsahují jen krátké samohlásky. Použití samohlásek v těchto koncovkách závisí na míře redukce, která je nejvyšší v dánštině. Ta připouští v koncovkách pouze redukované <e>, vyslovované jako [ə]. Bokmål má v koncovkách nejčastěji redukované <e>, méně často též <a>. Nynorsk častěji využívá <a>, méně často také jiné samohlásky. Švédština má nejnižší míru redukce. Připouští nejvíce samohlásek v koncovkách, přičemž základní samohláskou při flexi je <a>.
Příklady:
| Mluvnický jev                        | Dánština            | Bokmål              | Nynorsk             | Švédština           | Význam                 |
| ------------------------------------ | ------------------- | ------------------- | ------------------- | ------------------- | ---------------------- |
| Podst. jména – jedn. a množ. číslo   | gade – gader        | gate – gater        | gate – gater        | gata – gator [-ur]  | ulice (jedn., množ.)   |
| Podst. jména – jedn. a množ. číslo   | dag – dage          | dag – dager         | dag – dagar         | dag – dagar         | den – dny              |
| Podst. jména – jedn. a množ. číslo   | soldat – soldater   | soldat – soldater   | soldat – soldatar   | soldat – soldater   | voják – vojáci         |
| Podst. jména – jedn. a množ. číslo   | hus – huse          | hus – hus           | hus – hus           | hus – hus           | dům – domy             |
| Podst. jména – urč. tvar množ. čísla | dagene              | dagene              | dagane              | dagarna             | (ty) dny               |
| Příd. jména – urč. tvar              | store               | store               | store               | stora (store)       | velký                  |
| Příd. jména – stupňování             | stærkere – stærkest | sterkere – sterkest | sterkare – sterkast | starkare – starkast | silnější – nejsilnější |
| Slovesa – infinitiv                  | kaste               | kaste               | kaste/kasta         | kasta               | hodit                  |

### Souhlásky
Výčet souhlásek je v dánštině, norštině a švédštině prakticky shodný. Liší se však výslovnost jednotlivých hlásek a v jednotlivých jazycích proběhly různé změny, které ovlivnily současný způsob čtení psaného textu.

#### Výslovnost <r>
Výslovnost <r> se ve skandinávských jazycích variabilní podle regionu. V dánštině je typická zadní výslovnost jako uvulární frikativa [ʁ] („ráčkované“, nekmitavé). V koncových pozicích je výslovnost oslabená na neslabičné [ɐ̯], viz např. stor [sd̥oːˀɐ̯] = velký.
Zadní <r> je charakteristické i pro oblasti na jihu Norska a Švédska. Pro většinu norského a švédského jazykového území je však typické alveolární kmitavé [r] nebo jednokmitové [ɾ]. Ve skupinách <rd, rl, rn, rs, rt> splývá <r> s následující souhláskou, která se pak vyslovuje jako retroflexní (se špičkou jazyka obrácenou k tvrdému patru): [ɖ, ɭ, ɳ, ʂ, ʈ]. Toto splývání a retroflexní výslovnost se nevyskytuje v dánštině a v oblastech se zadním <r>, např. størst [sd̥ɶɐ̯sd̥] (dán.) – størst [stœʂːt] (nor.) – störst [stœʂːt] (šv.) = největší.

#### Okluzivy
Ve dvojicích okluzivních souhlásek /p – b/, /t – d/ a /k – g/ v germánských jazycích platí, že neznělé /p, t, k/ se ve většině pozic vyslovují a postaspirací (přídechem): [pʰ, tʰ, kʰ], zatímco /b, d, g/ jsou bez aspirace. Přítomnost nebo nepřítomnost aspirace zvyšuje vnímatelný rozdíl v uvedených dvojicích zvuků.
V norštině a švédštině se /b, d, g/ vyslovují zněle: [b, d, g]. V dánštině tyto souhlásky znělost ztrácejí [b̥, d̥, ɡ̊]. Od /p, t, k/ se liší pouze nepřítomností aspirace. Původní /p, t, k/ se zde také často změnily na /b, d, g/, např. købe [kʰøːb̥ə] (dán.) – kjøpe [çøːpə] (nor.) – köpa [ɕøːpa] (šv.) = koupit. Dánské /d/ se navíc po samohláskách vyslovuje [ð]: gade [ɡ̊æːðə].

#### Měkčení <g, k, sk>
V norštině a švédštině se /g, k, sk/ před předními samohláskami v přízvučných slabikách změnily na /j, ɕ/ç, ɧ/ʃ/. Toto „měkčení“ se však nepromítlo v pravopisu. V písmu se zachovávají původní souhlásky. V dánštině tato změna nenastala. Příklad: gift: [ɡ̊ifd̥] (dán.) – [jɪfːt] (nor., šv.) = ženatý vdaná.
(V norštině se v písmu před <e, ø, æ> vkládá <j>. Proto se v ní častěji než ve švédštině vyskytují psané skupiny <gj, kj, skj>, např. kjenne [çɛnːə] – känna [ɕɛnːa] = znát.)
Ve švédštině se dále měkčí <g> v koncových -rg, -lg, např. borg [bɔrːj] = hrad, älg [ɛlːj] = los (zvíře).

#### Sj-zvuky a tj-zvuky
Spřežkou <sj> se ve skandinávských jazycích označují souhlásky blízké českému <š>. V dánštině se hláska vyslovuje [ɕ] (asi jako měkké polské <ś>) a je relativně málo frekventovaná. V norštině zní obvykle [ʃ] (jako české <š>) nebo retroflexní [ʂ] (jako polské tvrdé <sz>). Ve švédštině je výslovnost velmi variabilní podle oblasti. Zatímco na severu Švédska a ve Finsku je obvyklá výslovnost jako [ʃ] nebo [ʂ], na jihu je výslovnost blízká českému <ch>, tedy [x]. Popisuje se jako hláska vyslovovaná jako [ʃ] a [x] současně. V mezinárodní fonetické abecedě se používá znak [ɧ].
V norštině a švédštině sj-zvuk vzniká též měkčením historického /sk/ před předními samohláskami (viz výše). Podle etymologie se proto píše <sj, sk, skj>, ve švédštině též <stj, sch> – viz např. psaní dusj (nor.) – dusch (šv.) = sprcha (v dánštině brusebad, případně douche/dusch).
Jako <tj> se zapisují souhlásky někdy zjednodušeně v českých učebnicích přepisované jako <č>. V dánštině se vyslovuje [tɕ], tedy asi jako měkké polské <ć>. V tomto jazyce je hláska rovněž relativně málo častá. V norštině a švédštině se obvykle nejedná o afrikátu, ale spíše frikativu. Běžná norská výslovnost připomíná německý ich-laut [ç]. Ve švédštině se obvykle vyslovuje podobně jako [ɕ]. Ve finské švédštině je obvyklá výslovnost [tʃ], tedy jako české <č>.
V norštině a švédštině tj-zvuk nejčastěji vzniká měkčením historického /k/ před předními samohláskami (viz výše). Podle etymologie se proto píše <tj, k, kj>.

## Gramatika
Mluvnické systémy dánštiny, norštiny i švédštiny jsou si velmi podobné a liší se v jednotlivostech. Všechny vykazují převažující znaky analytických jazyků s omezenými prvky flexe.

### Jmenný rod
Ve staré severštině existoval třírodý systém, tj. rod mužský, ženský a střední. Podobně jako například v češtině v tomto systému příslušnost k mluvnickému rodu nemusí vždy odpovídat přirozené povaze pojmenovávané skutečnosti. Nynorsk tento systém zachovává. V dánštině a švédštině však mužský a ženský rod splynuly. Tyto jazyky tedy mají pouze rod společný a střední. V bokmålu je situace komplikovanější. Po vzoru dánštiny má také společný rod (původně tvary mužského rodu). Zároveň je však možné používat i tvary ženského rodu, např. moren min (spol. rod) nebo mora mi (ženský rod) = moje matka (nynorsk: pouze mora mi). Konzervativní uživatelé bokmålu ženské tvary považují za vulgární.
V dánštině, švédštině a bokmålu se u osobních a přivlastňovacích zájmen 3. osoby jednotného čísla ve společném rodě rozlišuje kategorie osoby a neosoby. Zájmena han (on) a hun (dán., nor. bkm.) / hon (šv.; ona) se používají při označení osob, resp. živých bytostí. Na věci a jiné neživé skutečnosti, které náleží ke společnému rodu, odkazuje zájmeno den. V nynorsku se den jako osobní zájmeno nepoužívá. Zájmena han a ho (ona) odkazují na osoby i neosoby podle příslušnosti k mužskému a ženskému rodu.

### Určitý člen
Skandinávské jazyky mají postpozitivní určitý člen, který se připojuje jako koncovka k podstatnému jménu, např. huset = (ten)  dům. Rozdíl existuje, pokud je podstatné jméno rozvito přídavným jménem. V norštině a švédštině nastává dvojí determinace (určení), kdy před přídavným jménem navíc stojí volný určitý člen, který se shoduje s ukazovacím zájmenem. Například:
- det store huset (nor.) – det stora huset (šv.) = (ten) velký dům

V dánštině v takovém případě připojený člen odpadá: det store hus.

### Podstatná jména
Skloňování je všech skandinávských jazycích podobné. Liší se především některé koncovky (viz též Samohlásky a flexe). Hlavní rozdíly jsou ukázány v tabulce, která uvádí skloňování základních typů podstatných jmen.
| Dánština                                   | Bokmål                                    | Nynorsk                                    | Švédština                                  | Význam |
| ------------------------------------------ | ----------------------------------------- | ------------------------------------------ | ------------------------------------------ | ------ |
| en gade – gaden gader – gaderne            | en/ei gate – gaten/gata gater – gatene    | ei gate – gata gater – gatene              | en gata – gatan gator – gatorna            | ulice  |
| en dag – dagen dage – dagene               | en dag – dagen dager – dagene             | ein dag – dagen dagar – dagane             | en dag – dagen dagar – dagarna             | den    |
| en sol – solen sole – solene               | en/ei sol – solen/sola soler – solene     | ei sol – sola soler – solene               | en sol – solen solar – solarna             | slunce |
| en soldat – soldaten soldater – soldaterne | en soldat – soldaten soldater – soldatene | ein soldat – soldaten soldatar – soldatane | en soldat – soldaten soldater – soldaterna | voják  |
| en mus – musen mus – musene                | en/ei mus – musen/musa mus – musene       | ei mus – musa mus/myser – musene/mysene    | en mus – musen möss – mössen               | myš    |
| et hus – huset huse – husene               | et hus – huset hus – husene/husa          | eit hus – huset hus – husa                 | ett hus – huset hus – husen                | dům    |
| et barn – barnet børn – børnene            | et barn – barnet barn – barna/barnene     | eit barn – barnet born/barn – borna/barna  | ett barn – barnet barn – barnen            | dítě   |
| et æble – æblet æbler – æblerne            | et eple – eplet epler – eplene/epla       | eit eple – eplet eple – epla               | ett äpple – äpplet äpplen – äpplena        | jablko |

V každém poli tabulky jsou na prvním řádku uvedeny tvary jednotného čísla se členem neurčitým a připojeným členem určitým. Na druhém řádku jsou tvary množného čísla bez členu a s připojeným členem určitým. Tabulka neuvádí tvary genitivu, které se shodně tvoří připojením koncovky -s. Tvary neurčitého členu en značí v dánštině a švédštině společný rod. Neurčitý člen en/ein značí v norštině mužský rod. Neurčitý člen ei označuje v norštině ženský rod. Neurčitý člen et/eit/ett označuje střední rod.

### Přídavná jména
Skloňování přídavných jmen se v zásadě shoduje. Většina z nich tvoří dva tvary v jednotném čísle: pro společný rod (v norštině mužský a ženský) a pro střední rod. V množném čísle mají oba rody jeden tvar, který je zároveň určitým tvarem, jenž se váže s podstatnými jmény s určitým členem.
V tvarech středního rodu švédština důsledně připojuje koncovku -t (-tt) – s výjimkou nesklonných adjektiv typu bra (dobrý). V dánštině a ještě častěji v norštině (zejména nynorsku) se k určitým typům adjektiv -t nepřipojuje:
- svensk (dán., nor.) – svenskt (šv.) = švédské
- billigt (dán., šv.) – billig (nor. bkm.) – billeg (nnor.) = levné

Švédština v pravopisu zjednodušuje skupinu -dt (ve tvarech středního rodu) na -tt: god/godt (dán., nor.) – god/gott (šv.) = dobrý/dobré.
Určité a plurálové tvary mají v dánštině a norštině koncovku -e, zatímco ve švédštině -a:
- svenske søer (dán.) – svenske sjøer (nor. bkm.) – svenske sjøar (nnor.) – svenska sjöar (šv.) = švédská jezera
- det gamle hus (dán.) – det gamle huset (nor.) – det gamla huset =  (ten) starý dům

Ve švédštině jsou v jednotném čísle možné i starší určité tvary původního mužského rodu s koncovkou -e (jen u osob mužského pohlaví): den gamle/gamla mannen = (ten) starý muž.

### Přivlastňovací zájmena
V dánštině a švédštině přivlastňovací zájmena obvykle stojí před podstatným jménem, v norštině nejčastěji (v nynorsku vždy) naopak až za ním. Pokud stojí přivlastňovací zájmeno na druhém místě, podstatné jméno přibírá určitý člen: min far – faren min = můj otec.

### Číslovky
V dánštině se označení desítek liší od ostatních germánských jazyků. Vychází z dvacítkové soustavy. Například číslovka 60 (nor. seksti, šv. sextio) je v dánštině tres, původně tresindstyve, tedy 3 × 20.
Jazyky se rovněž liší pořadím desítek a jednotek v číslovkách 21–99. Ve švédštině jsou na prvním místě desítky, následované jednotkami, např. femtiofem (padesát pět). V dánštině jsou na prvním místě jednotky, následované desítkami a připojené spojkou og (a): femoghalvtreds (pětapadesát). V Norsku byl v 50. letech 20. století zaveden „nový“ způsob počítání s desítkami na prvním místě (femtifem = padesát pět), běžně se však stále používá i starší způsob s jednotkami na prvním místě (femogfemti = pětapadesát).
Řadové číslovky se od základních odvozují příponami obdobně ve všech třech jazycích (např. tre = tři, tredje = třetí dán., nor. i šv.). Liší se však zápis číslicí. V dánštině a norštině se řadová číslovka rozliší tečkou za číslicí, obdobně jako v češtině: 12. juni = 12. června. Ve švédštině se k číslici obvykle připojí koncovka s pomocí dvojtečky: 3:e = tredje, třetí. Při uvádění data se koncovka nepřipojuje (ani se nepoužije tečka): 12 juni.

### Slovesa
Časování sloves je v zásadě shodné. Rozdíly jsou především fonologické, tj. liší se hlavně samohlásky v koncovkách (viz výše) – nejčastěji <e> nebo <a>. Hlavní rozdíly jsou dále ilustrovány na příkladech čtyř základních typů sloves (slovesných tříd). První tři příklady jsou slabá slovesa, čtvrtý příklad je silné sloveso.
V nynorsku existuje tzv. rozštěpený infinitiv. To znamená, že mluvčí může vybírat mezi zakončením -e nebo -a. Volba obvykle závisí na rodném dialektu. Silná slovesa v tomto jazyce navíc nepřibírají typické -r v přítomném čase.
V norštině a švédštině se při tvoření perfektních časů (perfektum, plusquamperfektum) používá výhradně pomocné sloveso ha (mít). Dánština většinou tvoří tyto časy pomocí slovesa have (mít), ale u některých sloves, která neváží předmět, zejména těch, která vyjadřují pohyb nebo změnu, se používá sloveso være (být), např. han er død (dán.) – han har dødd (nor. bkm.) – han har døydd/døytt (nnor.) – han har dött (šv.) = zemřel.
Zatímco dánština a norština tvoří perfektní časy s použitím příčestí minulého ve tvaru středního rodu, ve švédštině existuje zvláštní tvar nazývaný supinum, který se u silných sloves od příčestí liší zakončením -it.
| Milovat                     | Dánština         | Bokmål                             | Nynorsk         | Švédština             |
| --------------------------- | ---------------- | ---------------------------------- | --------------- | --------------------- |
| infinitiv                   | elske            | elske                              | elske/elska     | älska                 |
| přít. čas                   | elsker           | elsker                             | elskar          | älskar                |
| min. čas                    | elskede          | elsket/elska                       | elska           | älskade               |
| perfektum/pluskvamperfektum | har/havde elsket | har/hadde elsket/elska             | har/hadde elska | har/hade älskat       |
| příč. trpné/minulé          | elsket elskede   | elsket/elska elskete/elskede/elska | elska           | älskad älskat älskade |
| příč. přítomné              | elskende         | elskende                           | elskande        | älskande              |
| rozk. způsob                | elsk             | elsk                               | elsk            | älska                 |

| Zapomenout                  | Dánština        | Bokmål                    | Nynorsk                      | Švédština          |
| --------------------------- | --------------- | ------------------------- | ---------------------------- | ------------------ |
| infinitiv                   | glemme          | glemme/glømme             | gløyme/gløyma                | glömma             |
| přít. čas                   | glemmer         | glemmer/glømmer           | gløymer                      | glömmer            |
| min. čas                    | glemte          | glemte/glømte             | gløymde                      | glömde             |
| perfektum/pluskvamperfektum | har/havde glemt | har/hadde glemt/glømt     | har/hadde gløymt             | har/hade glömt     |
| příč. trpné/minulé          | glemt glemte    | glemt/glømt glemte/glømte | gløymd/gløymt gløymt gløymde | glömd glömt glömda |
| příč. přítomné              | glemmende       | glemmende/glømmende       | gløymande                    | glömmande          |
| rozk. způsob                | glem            | glem/gløm                 | gløym                        | glöm               |

| Bydlet                      | Dánština       | Bokmål         | Nynorsk              | Švédština       |
| --------------------------- | -------------- | -------------- | -------------------- | --------------- |
| infinitiv                   | bo             | bo             | bu                   | bo              |
| přít. čas                   | bor            | bor            | bur                  | bor             |
| min. čas                    | boede          | bodde          | budde                | bodde           |
| perfektum/pluskvamperfektum | har/havde boet | har/hadde bodd | har/hadde budd/butt  | har/hade bott   |
| příč. trpné/minulé          | boet boete     | bodd bodde     | budd budd/butt budde | bodd bott bodda |
| příč. přítomné              | boende         | boende         | buande               | boende          |
| rozk. způsob                | bo             | bo             | bu                   | bo              |

| Zpívat                      | Dánština             | Bokmål           | Nynorsk                   | Švédština               |
| --------------------------- | -------------------- | ---------------- | ------------------------- | ----------------------- |
| infinitiv                   | synge                | synge            | syngje/syngja             | sjunga                  |
| přít. čas                   | synger               | synger           | syng                      | sjunger                 |
| min. čas                    | sang                 | sang             | song                      | sjöng                   |
| perfektum/pluskvamperfektum | har/havde sunget     | har/hadde sunget | har/hadde sunge/sungi     | har/hade sjungit        |
| příč. trpné/minulé          | sungen sunget sungne | sunget sungne    | sungen sunge/sungi sungne | sjungen sjunget sjungna |
| příč. přítomné              | syngende             | syngende         | syngande                  | sjungande               |
| rozk. způsob                | syng                 | syng             | syng                      | sjung                   |

Příčestí minulé se ve švédštině důsledně skloňuje jako přídavné jméno. Příčestí většiny sloves má zřetelně rozlišené tři tvary (dva v jednotném čísle pro společný a střední rod; jeden pro oba rody v množném čísle, který je zároveň určitým tvarem). Příčestí se musí shodovat s podstatným jménem v rodě a čísle, a to jak v podstavení před jménem (přívlastek), tak i po slovese (jmenný přísudek, opisné tvary trpného rodu):
- Biljetterna blev köpta och betalade. = Vstupenky byly koupeny a zaplaceny.

V dánštině a bokmålu je skloňování příčestí zjednodušené. Od většiny sloves se tvoří pouze určitý a neurčitý tvar, bez rozlišení rodu. U silných sloves mají některá dánská slovesa zachovaný tvar při společný rod s koncovkou -en (jako ve švédštině). Pokud je příčestí v přísudku, neuplatňuje se v obou jazycích mluvnická shoda:
- Billeterne blev købt og betalt. (dán.) – Billettene ble kjøpt og betalt. (nor. bkm.) = Vstupenky byly koupeny a zaplaceny.

V nynorsku se podobně jako ve švédštině většina příčestí skloňuje, některá však jsou nesklonná (například tvary na -a: elska – viz tabulku). Mluvnická shoda v přísudku je povinná pouze u silných sloves, u slabých sloves se uplatňuje volitelně a u některých se neuplatňuje vůbec.
Příčestí přítomná jsou ve všech skandinávských jazycích nesklonná.
S-tvary sloves, tj. tvary zakončené -s (v nynorsku -st), mají ve všech skandinávských jazycích trojí použití:
- deponentní slovesa – slovesa v pasivním tvaru s aktivním významem;
- reciproční slovesa – slovesa vyjadřující vzájemnost;
- trpný rod, tzv. s-pasivum.

Deponentní a reciproční slovesa jsou všem jazykům společná. Rozdílné je však využití s-pasiva. Ve švédštině se tímto způsobem trpný rod vyjadřuje běžně (ačkoliv je s-pasivum formálnější než opisné pasivum). Koncovku -s lze s výjimkou příčestí připojit ke kterémukoliv slovesnému tvaru (včetně supina). V dánštině a norštině je s-pasivum použitelné omezeně. V dánštině a bokmålu se běžněji takto tvoří pouze trpné tvary infinitivu a přítomného času. V nynorsku lze připojit koncovku -st pouze k infinitivu, který následuje modální sloveso, např.: Ingenting kunne gjørast. = Nedalo se nic dělat. Jinak se musí trpný rod vyjadřovat opisem, případně se mu zcela vyhnout.

## Slovní zásoba
Velká část slovní zásoby vychází z germánského základu a je všem třem jazykům společná. Odlišná současná podoba slov je dána rozdílným fonologickým vývojem, jak je popsáno výše. U mnohých slov se navíc posunul význam. Například švédské slovo äta (jíst) vychází ze stejného základu jako anglické eat nebo německé essen. Avšak současný význam dánského æde a norského ete je žrát (tento význam má i ve švédštině). Ve významu jíst se v obou jazycích používá sloveso spise, příbuzné s německým speisen (téhož významu).
Skandinávské jazyky přijaly v minulosti řadu slov z jiných jazyků. Spolu s dalšími evropskými jazyky sdílejí mezinárodní výrazy latinského a řeckého původu. Silný byl vliv dolní němčiny, a to především v oblasti obchodu. V současnosti je silná tendence přejímat slova z angličtiny. V období národního obrození v 19. století se projevil jazykový purismus, zvláště v norštině (především nynorsk), kde byla silná tendence zbavit se dánských prvků a nahradit je prvky norskými (z dialektů).

### On-line slovníky
české
- Lingea – dánsko-český slovník
- Lingea – norsko-český slovník
- Lingea – švédsko-český slovník

cizojazyčné
- Den Danske Ordbog – dánský slovník (s výkladem)
- LEXIN – ordbøker på nett – norské slovníky (s výkladem)
- Folkets lexikon – švédsko-anglický slovník (s výkladem)